# Гуаризе, Маттео
Маттео Гуаризе (итал. Matteo Guarise; род. 15 сентября 1988 года в Римини, Италия) — итальянский роллер и фигурист, выступающий в парном катании. В фигурном катании он с лета 2022 года соревнуется в паре с Лукрецией Беккари. С ней он — чемпион Европы (2024). Долгое время выступал с Николь Делла Моникой. С последней он — семикратный чемпион Италии (2016—2022), бронзовый призёр зимней Универсиады (2013), серебряный и бронзовый призёр этапов Гран-при.
По состоянию на 22 марта 2024 года пара занимает 11-е место в рейтинге ИСУ.

## Карьера
Маттео Гуаризе до перехода в фигурное катание успешно выступал в катании на роликовых коньках. В паре с Сарой Венеруччи он стал чемпионом мира в 2008 году.
В январе 2010 года Гуаризе начал заниматься фигурным катанием. В июне 2010 года сообщалось, что он встал в пару с Еленой Ярхуновой под руководством тренера Олега Васильева. После того как эта пара распалась, Маттео пробовал скататься с Каэлой Пфлумм и Кэйтлин Янкоускас.
В ноябре 2011 года было объявлено, что Гуаризе встаёт в пару с Николь Делла Моникой. Они были заявлены на чемпионат Италии 2012 года, однако снялись с соревнований после короткой программы. Их первым международным турниром стала «Bavarian Open», где они заняли 3-е место и заработали технический минимум, необходимый для выступления на чемпионатах ИСУ. На чемпионате мира 2012 года заняли 15-е место. На чемпионате Европы 2013 года показали 9-й результат.
В конце ноября 2015 года на Кубке Варшавы спортсмены заняли второе место, но значительно улучшили свои прежние спортивные достижения. На чемпионате страны в декабре 2015 года фигуристы впервые стали чемпионами Италии. На европейское первенство в Братиславу фигуристы попали лидерами сборной, но заняли в итоге только 6-е место. В начале апреля в Бостоне на мировом чемпионате итальянская пара сумела остановиться на пороге десятки лучших мировых пар. Это было их лучшим достижением в спорте.
Новый предолимпийский сезон пара начала в Бергамо с «Трофея Ломбардии», где со своими товарищами по итальянской сборной завоевали первое место и попутно ненамного улучшили свои прежние спортивные достижения в произвольной программе. В конце октября итальянские фигуристы выступали на этапе Гран-при в Миссиссоге, где на Кубке федерации Канады заняли предпоследнее место. На своём втором в сезоне выступление на этапе Гран-при в Китае итальянская пара заняла на Кубке Китая место в середине турнирной таблицы, при этом они превзошли свои прежние достижения в короткой программе. В начале декабря пара выступала в Хорватии на турнире Золотой конёк Загреба, где они в упорной борьбе заняли второе место. Однако через несколько часов после соревнований судейская бригада отодвинула россиян на второе место. На национальном чемпионате в декабре 2016 года в Энье Гуаризе и Делла Моника во второй раз подряд выиграли золотую медаль. В конце января итальянские фигуристы выступали на европейском чемпионате в Остраве, где финишировали в конце десятки, но при этом улучшили свои прежние достижения в сумме и короткой программе. В конце марта итальянские парники выступали на мировом чемпионате в Хельсинки, где заняли место во второй десятке. При этом были улучшены прежние достижения в короткой программе и незначительно в сумме.
В сентябре итальянская пара начала олимпийский сезон дома в Бергамо, где на Кубке Ломбардии они финишировали с серебряными медалями. В начале октября в Эспоо, на Трофее Финляндии, пара финишировала с серебряными медалями. Им также удалось незначительно улучшить свои прежние достижения в сумме и произвольной программе. Ещё через месяц пара выступала на китайском этапе в Пекине серии Гран-при, где они финишировали в середине турнирной таблицы. В середине ноября пара выступила на французском этапе Гран-при, где они заняли третье место. При этом они улучшили свои прежние достижения в сумме и короткой программе. В середине декабря в Милане спортсмены в очередной раз уверенно стали чемпионами страны. В Москве на континентальном чемпионате в середине января пара выступила не совсем удачно они сумели финишировать в конце шести лучших пар Старого Света. В начале февраля ещё до открытия Олимпийских игр в Южной Корее пара начала соревнования в командном турнире. Они в Канныне финишировала в середине турнирной таблицы. В финальной части турнира спортсмены не приняли участия. В дальнейшем сборная Италии финишировала рядом с пьедесталом. Через пол недели начались соревнования в индивидуальном турнире. Спортсмены выступили успешно они не значительно улучшили все свои прежние достижения и финишировали десятыми.

## Спортивные достижения

### Результаты в фигурном катании
(С Л. Беккари)
| Соревнования                   | 22/23         | 23/24         |
| Международные                  | Международные | Международные |
| ------------------------------ | ------------- | ------------- |
| Чемпионат мира                 |               | 9             |
| Чемпионат Европы               | 7             | 1             |
| Этап Гран-при. NHK Trophy      |               | 2             |
| Этап Гран-при. Skate Canada    |               | 3             |
| CS Lombardia Trophy            |               | 4             |
| CS Nebelhorn Trophy            |               | 2             |
| CS Warsaw Cup                  | 4             |               |
| Национальные                   |               |               |
| Чемпионат Италии               | 3             | 2             |
| CS — турнир серии «Челленджер» |               |               |

(С Н. Делла Моникой)
| Соревнования                                                                                   | 11/12         | 12/13         | 13/14         | 14/15         | 15/16         | 16/17         | 17/18         | 18/19         | 19/20         | 20/21         | 21/22         |
| Международные                                                                                  | Международные | Международные | Международные | Международные | Международные | Международные | Международные | Международные | Международные | Международные | Международные |
| ---------------------------------------------------------------------------------------------- | ------------- | ------------- | ------------- | ------------- | ------------- | ------------- | ------------- | ------------- | ------------- | ------------- | ------------- |
| Олимпийские игры                                                                               |               |               | 16            |               |               |               | 10            |               |               |               | 13            |
| Чемпионат мира                                                                                 | 15            | 14            | 16            | 14            | 11            | 13            | 5             | 8             | C             | 8             |               |
| Чемпионат Европы                                                                               |               | 9             | 8             | 6             | 6             | 8             | 6             | 4             | 4             |               | WD            |
| Финал Гран-при                                                                                 |               |               |               |               |               |               |               | 5             |               |               |               |
| Этап Гран-при: Cup of China                                                                    |               |               |               | 5             |               | 5             | 4             |               | 4             |               |               |
| Этап Гран-при: Trophée Eric Bompard                                                            |               |               | 8             | 6             | С             |               | 3             |               |               |               |               |
| Этап Гран-при: NHK Trophy                                                                      |               | 7             |               |               |               |               |               |               | 8             |               |               |
| Этап Гран-при: Rostelecom Cup                                                                  |               | 7             |               |               |               |               |               | 2             |               |               | 7             |
| Этап Гран-при: Skate Canada                                                                    |               |               |               |               |               | 6             |               |               |               |               |               |
| Этап Гран-при: Финляндия                                                                       |               |               |               |               |               |               |               | 2             |               |               |               |
| Этап Гран-при: Италия                                                                          |               |               |               |               |               |               |               |               |               |               | 4             |
| CS Lombardia Trophy                                                                            |               |               |               |               |               | 1             | 2             | 3             |               |               |               |
| CS Finlandia Trophy                                                                            |               |               |               |               |               |               | 2             |               |               |               |               |
| CS Warsaw Cup                                                                                  |               |               |               |               | 2             |               |               |               |               |               |               |
| CS Золотой конёк Загреба                                                                       |               |               |               |               | 6             | 1             |               |               |               |               |               |
| CS Icechallenge                                                                                |               |               |               |               | 3             |               |               |               |               |               |               |
| Мемориал Ондрея Непелы                                                                         |               | 3             |               |               |               |               |               |               |               |               |               |
| Международный кубок Ниццы                                                                      |               | 3             | 7             | 1             |               |               |               |               |               |               |               |
| Lombardia Trophy                                                                               |               |               | 5             |               |               |               |               |               |               |               | 1             |
| Bavarian Open                                                                                  | 3             |               |               |               |               |               |               |               |               |               |               |
| Зимняя Универсиада                                                                             |               |               | 3             |               |               |               |               |               |               |               |               |
| Командные соревнования                                                                         |               |               |               |               |               |               |               |               |               |               |               |
| Олимпийские игры                                                                               |               |               |               |               |               |               | 4             |               |               |               |               |
| Командный чемпионат мира                                                                       |               |               |               |               |               |               |               | 6             |               |               |               |
| Национальные                                                                                   |               |               |               |               |               |               |               |               |               |               |               |
| Чемпионат Италии                                                                               | WD            | 2             | 2             | 2             | 1             | 1             | 1             | 1             | 1             | 1             | 1             |
| WD — снялись с соревнований, С — соревнование не было завершено CS — турнир серии «Челленджер» |               |               |               |               |               |               |               |               |               |               |               |